# 胡玉
胡玉（1438年—1500年），字伯堅，直隸泰州守禦千戶所（今屬江蘇泰州市）人。明朝政治人物。

## 生平
胡玉為成化十三年（1477年）丁酉科應天鄉試第七十六名舉人，成化十七年（1481年）辛丑科二甲第一名進士（傳臚）。曾官禮部精膳司郎中。官至陝西右參政。弘治十三年（1500年）卒於任。

## 墓葬
胡玉墓位於泰州市唐楼村，1979年5月被修挖水渠的農民發現，並由前一年在同一地點出土的“皇明朝議大夫陝西布政司右參議胡公墓誌銘”證實。泰州博物馆對墓葬進行了發掘，遺體與隨葬衣物出土時均未腐爛，但大多未能得到妥善保存。今尚存烏紗帽、腰間革带及部份隨葬衣物等，是研究明代服飾的重要實物資料。

## 家族
曾祖胡淵；祖父胡凱；父胡倫，百戶。母薛氏。严侍下。弟胡琏（百户）；瑄；珎；珙。